# Elaphoglossum ulei
Elaphoglossum ulei är en träjonväxtart som beskrevs av Christ. Elaphoglossum ulei ingår i släktet Elaphoglossum och familjen Dryopteridaceae. Inga underarter finns listade.